# Athetis pallidilinea
Athetis pallidilinea là một loài bướm đêm trong họ Noctuidae.